# Monster Energy NASCAR Cup 2019

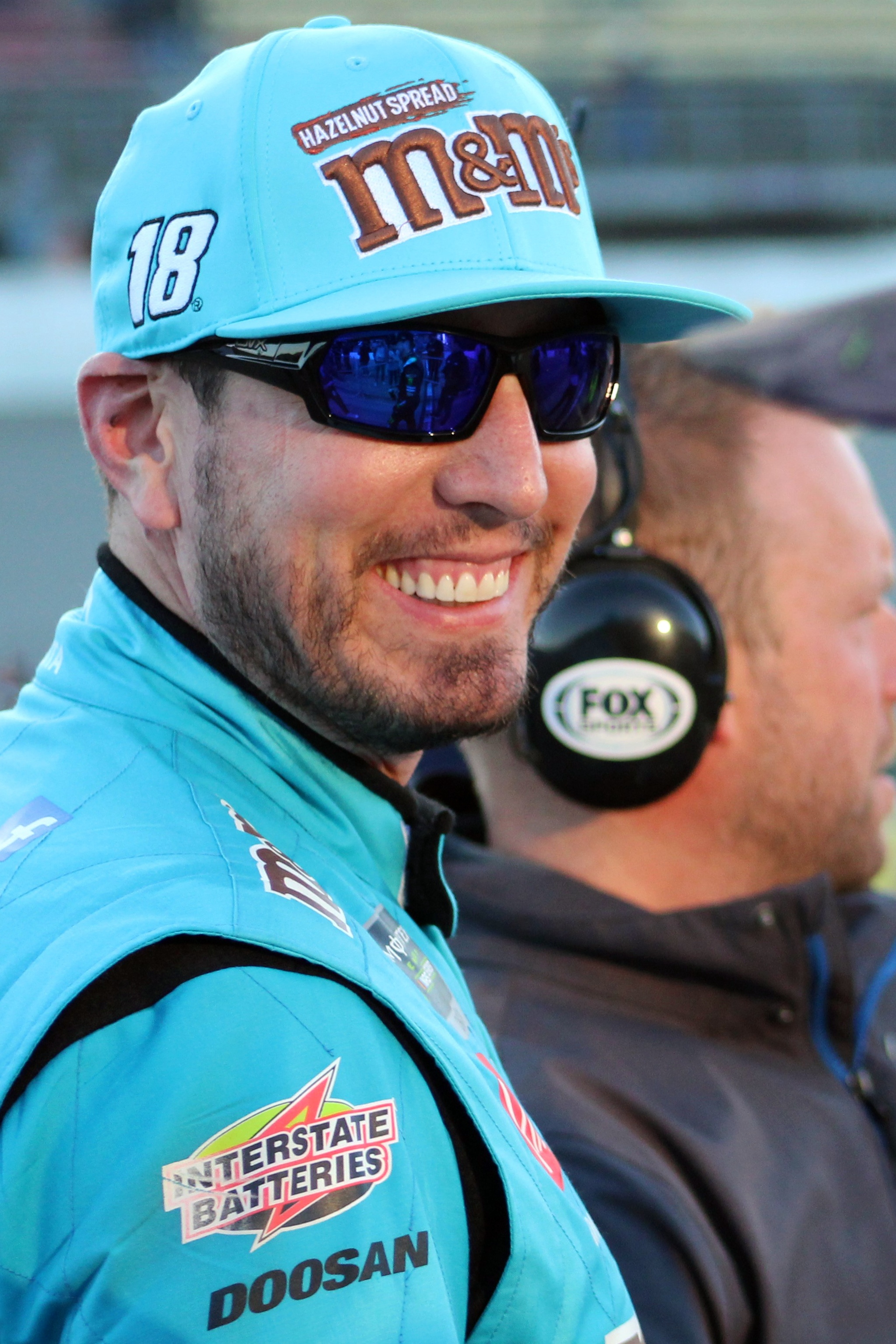
Kyle Busch, Monster Energy NASCAR Cup Series Champion 2019

Die Monster Energy NASCAR Cup 2019 Series war die 71. Saison der höchsten Motorsportliga der NASCAR. Sie begann am 10. Februar 2019 mit den Daytona Speedweeks auf dem Daytona International Speedway und endete mit dem Brickyard 400 im September. Das erste Rennen ist das Einladungsrennen Advance Auto Parts Clash, welches am 10. Februar 2019 ausgetragen wurde, gefolgt von den beiden Gander RV Duels. Bei den Duels handelt es sich um die Qualifikationsrennen für das Daytona 500, in welchen die Startplätze ab Position 3 ermittelt werden.
Das Daytona 500, das erste Punktrennen der Saison, hat am 17. Februar 2019 stattgefunden. Der Chase for the Monster Energy NASCAR Cup wird am 16. September 2019 mit dem South Point 400 auf dem Las Vegas Motor Speedway beginnen. Das Saisonfinale wird am 17. November mit dem Ford EcoBoost 400 auf dem Homestead-Miami Speedway ausgetragen.
Alle Rennen finden in den Vereinigten Staaten statt. Die Rennen auf dem Sonoma Raceway und auf dem Watkins Glen International sind die einzigen, die nicht auf Ovalkursen ausgetragen werden.
In Deutschland sind alle Rennen live bei Motorvision TV zu sehen.
Champion wurde Kyle Busch.

## Wichtige Änderungen zum Vorjahr
- Furniture Row Racing (Meister 2017) tritt diese Saison nicht mehr an
- Martin Truex junior wechselt zu Joe Gibbs Racing
- Kurt Busch wechselt von Stewart-Haas Racing zu Chip Ganassi Racing
- Chad Knauss ist nicht mehr Crewchief von Jimmie Johnson
- Ford wechselt vom Fusion-Modell zu einem Mustang GT
- Die Tapered Spacer wurden kleiner und die Spoiler größer
- Der Trackbar ist ab dieser Saison nicht mehr vom Fahrer verstellbar

## Rennkalender
| Nr.                                        | Datum         | Rennen (Strecke)                                                     | Sieger Stage 1               | Sieger Stage 2               | Rennsieger                   | Pole-Position              | Meiste Führungsrunden        | Gesamtführender              |
| ------------------------------------------ | ------------- | -------------------------------------------------------------------- | ---------------------------- | ---------------------------- | ---------------------------- | -------------------------- | ---------------------------- | ---------------------------- |
| 0x                                         | 10. Februar   | Advance Auto Parts Clash (Daytona International Speedway)            |                              |                              | Jimmie Johnson (Chevrolet)   | Paul Menard (Ford)         | Paul Menard (Ford)           |                              |
| 0x                                         | 14. Februar   | Gander RV Duel 1 (Daytona International Speedway)                    |                              |                              | Kevin Harvick (Ford)         | William Byron (Chevrolet)  | Kevin Harvick (Ford)         |                              |
| 0x                                         | 14. Februar   | Gander RV Duel 2 (Daytona International Speedway)                    |                              |                              | Joey Logano (Ford)           | Alex Bowman (Chevrolet)    | Clint Bowyer (Ford)          |                              |
| 01                                         | 17. Februar   | Daytona 500 (Daytona International Speedway)                         | Kyle Busch (Toyota)          | Ryan Blaney (Ford)           | Denny Hamlin (Toyota)        | William Byron (Chevrolet)  | Matt DiBenedetto (Toyota)    | Denny Hamlin (Toyota)        |
| 02                                         | 24. Februar   | Folds of Honor QuikTrip 500 (Atlanta Motor Speedway)                 | Kyle Larson (Chevrolet)      | Kevin Harvick (Ford)         | Brad Keselowski (Ford)       | Aric Almirola (Ford)       | Kyle Larson (Chevrolet)      | Denny Hamlin (Toyota)        |
| 03                                         | 03. März      | Pennzoil 400 presented by Jiffy Lube (Las Vegas Motor Speedway)      | Kevin Harvick (Ford)         | Joey Logano (Ford)           | Joey Logano (Ford)           | Kevin Harvick (Ford)       | Kevin Harvick (Ford)         | Joey Logano (Ford)           |
| 04                                         | 10. März      | Ticket Guardian 500 (ISM Raceway)                                    | Ryan Blaney (Ford)           | Kyle Busch (Toyota)          | Kyle Busch (Toyota)          | Ryan Blaney (Ford)         | Kyle Busch (Toyota)          | Kyle Busch (Toyota)          |
| 05                                         | 17. März      | Auto Club 400 (Auto Club Speedway)                                   | Kyle Busch (Toyota)          | Kyle Busch (Toyota)          | Kyle Busch (Toyota)          | Austin Dillon (Chevrolet)  | Kyle Busch (Toyota)          | Kyle Busch (Toyota)          |
| 06                                         | 24. März      | STP 500 (Martinsville Speedway)                                      | Brad Keselowski (Ford)       | Brad Keselowski (Ford)       | Brad Keselowski (Ford)       | Joey Logano (Ford)         | Brad Keselowski (Ford)       | Kyle Busch (Toyota)          |
| 07                                         | 31. März      | O’Reilly Auto Parts 500 (Texas Motor Speedway)                       | Joey Logano (Ford)           | Denny Hamlin (Toyota)        | Denny Hamlin (Toyota)        | Jimmie Johnson (Chevrolet) | Kyle Busch (Toyota)          | Kyle Busch (Toyota)          |
| 08                                         | 07. April     | Food City 500 (Bristol Motor Speedway)                               | Ty Dillon (Chevrolet)        | Joey Logano (Ford)           | Kyle Busch (Toyota)          | Chase Elliott (Chevrolet)  | Ryan Blaney (Ford)           | Kyle Busch (Toyota)          |
| 09                                         | 13. April     | Toyota Owners 400 (Richmond Raceway)                                 | Kyle Busch (Toyota)          | Joey Logano (Ford)           | Martin Truex junior (Toyota) | Kevin Harvick (Ford)       | Martin Truex junior (Toyota) | Kyle Busch (Toyota)          |
| 10                                         | 28. April     | GEICO 500 (Talladega Superspeedway)                                  | Ty Dillon (Chevrolet)        | Chase Elliott (Chevrolet)    | Chase Elliott (Chevrolet)    | Austin Dillon (Chevrolet)  | Chase Elliott (Chevrolet)    | Kyle Busch (Toyota)          |
| 11                                         | 06. Mai       | Gander RV 400 (Dover International Speedway)                         | Joey Logano (Ford)           | Martin Truex junior (Toyota) | Martin Truex junior (Toyota) | Chase Elliott (Chevrolet)  | Chase Elliott (Chevrolet)    | Kyle Busch (Toyota)          |
| 12                                         | 11. Mai       | Digital Ally 400 (Kansas Speedway)                                   | Kevin Harvick (Ford)         | Chase Elliott (Chevrolet)    | Brad Keselowski (Ford)       | Kevin Harvick (Ford)       | Kevin Harvick (Ford)         | Joey Logano (Ford)           |
| 0x                                         | 18. Mai       | Monster Energy Open (Charlotte Motor Speedway)                       | William Byron (Chevrolet)    | Bubba Wallace (Chevrolet)    | Kyle Larson (Chevrolet)      | Daniel Hemric (Chevrolet)  | Daniel Hemric (Chevrolet)    |                              |
| 0x                                         | 18. Mai       | Monster Energy NASCAR All-Star Race (Charlotte Motor Speedway)       | Kyle Busch (Toyota)          | Kevin Harvick (Ford)         | Kyle Larson (Chevrolet)      | Clint Bowyer (Ford)        | Kevin Harvick (Ford)         |                              |
| 13                                         | 26. Mai       | Coca-Cola 600 (Charlotte Motor Speedway)                             | Brad Keselowski (Ford)       | Brad Keselowski (Ford)       | Martin Truex junior (Toyota) | William Byron (Chevrolet)  | Martin Truex junior (Toyota) | Kyle Busch (Toyota)          |
| 14                                         | 02. Juni      | Pocono 400 (Pocono Raceway)                                          | Kyle Larson (Chevrolet)      | Kyle Larson (Chevrolet)      | Kyle Busch (Toyota)          | William Byron (Chevrolet)  | Kyle Busch (Toyota)          | Kyle Busch (Toyota)          |
| 15                                         | 09. Juni      | FireKeepers Casino 400 (Michigan International Speedway)             | Joey Logano (Ford)           | Austin Dillon (Chevrolet)    | Joey Logano (Ford)           | Joey Logano (Ford)         | Joey Logano (Ford)           | Joey Logano (Ford)           |
| 16                                         | 23. Juni      | Toyota/Save Mart 350 (Sonoma Raceway)                                | William Byron (Chevrolet)    | Denny Hamlin (Toyota)        | Martin Truex junior (Toyota) | Kyle Larson (Chevrolet)    | Martin Truex junior (Toyota) | Joey Logano (Ford)           |
| 17                                         | 30. Juni      | Camping World 400 (Chicagoland Speedway)                             | Kevin Harvick (Ford)         | Denny Hamlin (Toyota)        | Alex Bowman (Chevrolet)      | Austin Dillon (Chevrolet)  | Kevin Harvick (Ford)         | Joey Logano (Ford)           |
| 18                                         | 06. Juli      | Coke Zero Sugar 400 (Daytona International Speedway)                 | Joey Logano (Ford)           | Austin Dillon (Chevrolet)    | Justin Haley (Chevrolet)     | Joey Logano (Ford)         | Austin Dillon (Chevrolet)    | Joey Logano (Ford)           |
| 19                                         | 13. Juli      | Quaker State 400 presented by Walmart (Kentucky Speedway)            | Kurt Busch (Chevrolet)       | Kyle Busch (Toyota)          | Kurt Busch (Chevrolet)       | Daniel Suárez (Ford)       | Kyle Busch (Toyota)          | Joey Logano (Ford)           |
| 20                                         | 21. Juli      | Foxwoods Resort Casino 301 (New Hampshire Motor Speedway)            | Kyle Busch (Toyota)          | Aric Almirola (Ford)         | Kevin Harvick (Ford)         | Brad Keselowski (Ford)     | Kyle Busch (Chevrolet)       | Joey Logano (Ford)           |
| 21                                         | 28. Juli      | Gander RV 400 (Pocono Raceway)                                       | Kyle Busch (Toyota)          | Jimmie Johnson (Chevrolet)   | Denny Hamlin (Toyota)        | Kevin Harvick (Ford)       | Kevin Harvick (Ford)         | Joey Logano (Ford)           |
| 22                                         | 04. August    | Go Bowling at The Glen (Watkins Glen International)                  | Chase Elliott (Chevrolet)    | Chase Elliott (Chevrolet)    | Chase Elliott (Chevrolet)    | Chase Elliott (Chevrolet)  | Chase Elliott (Chevrolet)    | Kyle Busch (Toyota)          |
| 23                                         | 11. August    | Consumers Energy 400 (Michigan International Speedway)               | Martin Truex junior (Toyota) | Kyle Busch (Toyota)          | Brad Keselowski (Ford)       | Kevin Harvick (Ford)       | Brad Keselowski (Ford)       | Kyle Busch (Toyota)          |
| 24                                         | 17. August    | Bass Pro Shops NRA Night Race (Bristol Motor Speedway)               | Kyle Larson (Chevrolet)      | Kurt Busch (Chevrolet)       | Denny Hamlin (Toyota)        | Denny Hamlin (Toyota)      | Matt DiBenedetto (Toyota)    | Kyle Busch (Toyota)          |
| 25                                         | 01. September | Bojangles’ Southern 500 (Darlington Raceway)                         | Kurt Busch (Chevrolet)       | Kyle Busch (Toyota)          | Erik Jones (Toyota)          | William Byron (Chevrolet)  | Kyle Busch (Toyota)          | Kyle Busch (Toyota)          |
| 26                                         | 08. September | Big Machine Vodka 400 at the Brickyard (Indianapolis Motor Speedway) | Joey Logano (Ford)           | Kevin Harvick (Ford)         | Kevin Harvick (Ford)         | Kevin Harvick (Ford)       | Kevin Harvick (Ford)         | Kyle Busch (Toyota)          |
| Playoffs for the Monster Energy NASCAR Cup |               |                                                                      |                              |                              |                              |                            |                              |                              |
| Round of 16                                |               |                                                                      |                              |                              |                              |                            |                              |                              |
| 27                                         | 15. September | South Point 400 (Las Vegas Motor Speedway)                           | Joey Logano (Ford)           | Martin Truex junior (Toyota) | Martin Truex junior (Toyota) | Clint Bowyer(Ford)         | Joey Logano (Ford)           | Martin Truex junior (Toyota) |
| 28                                         | 21. September | Federated Auto Parts 400 (Richmond Raceway)                          | Martin Truex junior (Toyota) | Kyle Busch (Toyota)          | Martin Truex junior (Toyota) | Brad Keselowski(Ford)      | Kyle Busch (Toyota)          | Martin Truex junior (Toyota) |
| 29                                         | 29. September | Bank of America Roval 400 (Charlotte Motor Speedway Road Course)     | Kyle Larson (Chevrolet)      | Chase Elliott (Chevrolet)    | Chase Elliott (Chevrolet)    | William Byron (Chevrolet)  | Chase Elliott (Chevrolet)    | Kyle Busch (Toyota)          |
| Round of 12                                |               |                                                                      |                              |                              |                              |                            |                              |                              |
| 30                                         | 06. Oktober   | Drydene 400 (Dover International Speedway)                           | Denny Hamlin(Toyota)         | Martin Truex junior (Toyota) | Kyle Larson (Chevrolet)      | Denny Hamlin(Toyota)       | Denny Hamlin(Toyota)         | Martin Truex junior (Toyota) |
| 31                                         | 13. Oktober   | 1000Bulbs.com 500 (Talladega Superspeedway)                          | William Byron (Chevrolet)    | Clint Bowyer (Ford)          | Ryan Blaney (Chevrolet)      | Chase Elliott (Chevrolet)  | Ryan Blaney (Chevrolet)      | Denny Hamlin (Toyota)        |
| 32                                         | 20. Oktober   | Hollywood Casino 400 (Kansas Speedway)                               | Joey Logano (Ford)           | Denny Hamlin (Toyota)        | Daniel Hemric (Chevrolet)    | Denny Hamlin (Toyota)      | Denny Hamlin (Toyota)        | Kyle Busch (Toyota)          |
| Round of 8                                 |               |                                                                      |                              |                              |                              |                            |                              |                              |
| 33                                         | 27. Oktober   | First Data 500 (Martinsville Speedway)                               | Martin Truex junior (Toyota) | Martin Truex junior (Toyota) | Martin Truex junior (Toyota) | Denny Hamlin (Toyota)      | Martin Truex junior (Toyota) | Martin Truex junior (Toyota) |
| 34                                         | 03. November  | AAA Texas 500 (Texas Motor Speedway)                                 | Kevin Harvick (Ford)         | Aric Almirola (Ford)         | Kevin Harvick (Ford)         | Kevin Harvick (Ford)       | Kevin Harvick (Ford)         | Martin Truex junior (Toyota) |
| 35                                         | 10. November  | Bluegreen Vacations 500 (ISM Raceway)                                | Denny Hamlin (Toyota)        | Joey Logano (Ford)           | Denny Hamlin (Toyota)        | Kyle Busch (Toyota)        | Denny Hamlin (Toyota)        | Denny Hamlin (Toyota)        |
| Championship 4                             |               |                                                                      |                              |                              |                              |                            |                              |                              |
| 36                                         | 17. November  | Ford EcoBoost 400 (Homestead)                                        | Martin Truex junior (Toyota) | Kyle Busch (Toyota)          | Kyle Busch (Toyota)          | Denny Hamlin (Toyota)      | Kyle Busch (Toyota)          | Kyle Busch (Toyota)          |

Anmerkungen
x = Rennen bei dem keine Punkte vergeben werden
† = Strafe: Sieg aberkannt
| Hintergrundfarbe | Bedeutung                    |
| ---------------- | ---------------------------- |
|                  | Rennen auf einem Ovalkurs    |
|                  | Rennen auf einem Straßenkurs |

## Playoffs for the Monster Energy NASCAR Cup
Die Playoffs for the Monster Energy NASCAR Cup besteht aus 10 Rennen und unterteilt sich in vier Runden.
An der ersten Runde, der Round of 16, nehmen insgesamt 16 Fahrer teil. Sie findet auf folgenden Strecken statt:
- 16. September 2018: Las Vegas Motor Speedway, Las Vegas, Nevada
- 22. September 2018: Richmond Raceway, Richmond, Virginia
- 30. September 2018: Charlotte Motor Speedway, Concord, North Carolina

An der zweiten Runde, der Round of 12, nehmen die zwölf besten Fahrer aus der ersten Playoff-Runde teil. Sie findet auf folgenden Strecken statt:
- 07. Oktober 2018: Dover International Speedway, Dover, Delaware
- 14. Oktober 2018: Talladega Superspeedway, Talladega, Alabama
- 21. Oktober 2018: Kansas Speedway, Kansas City, Kansas

An der dritten Runde, der Round of 8, nehmen die acht besten Fahrer aus der zweiten Playoff-Runde teil. Sie findet auf folgenden Strecken statt:
- 28. Oktober 2018: Martinsville Speedway, Martinsville, Virginia
- 04. November 2018: Texas Motor Speedway, Fort Worth, Texas
- 11. November 2018: Phoenix International Raceway, Avondale, Arizona

An der vierten Runde, der Championship 4, nehmen die vier besten Fahrer aus der dritten Playoff-Runde teil. Die vierte Runde besteht aus einem Rennen. Der Fahrer mit der besten Platzierung in diesem Rennen ist der Monster Energy NASCAR Cup Champion. Sie wird auf der folgenden Strecke ausgetragen:
- 18. November 2018: Homestead-Miami Speedway, Homestead, Florida

| Playoffs for the Monster Energy NASCAR Cup | Playoffs for the Monster Energy NASCAR Cup | Playoffs for the Monster Energy NASCAR Cup | Playoffs for the Monster Energy NASCAR Cup | Playoffs for the Monster Energy NASCAR Cup |
| Challenger Round                           | Contender Round                            | Eliminator Round                           | Championship Round                         | Monster Energy NASCAR Cup Champion 2019    |
| ------------------------------------------ | ------------------------------------------ | ------------------------------------------ | ------------------------------------------ | ------------------------------------------ |
| Kyle Busch                                 |                                            |                                            |                                            |                                            |
| Denny Hamlin                               |                                            |                                            |                                            |                                            |
| Martin Truex junior                        | Kyle Busch                                 |                                            |                                            |                                            |
| Joey Logano                                | Martin Truex junior                        |                                            |                                            |                                            |
| Kevin Harvick                              | Denny Hamlin                               | Kyle Busch                                 |                                            |                                            |
| Brad Keselowski                            | Joey Logano                                | Martin Truex junior                        |                                            |                                            |
| Chase Elliott                              | Kevin Harvick                              | Denny Hamlin                               | Denny Hamlin                               |                                            |
| Kurt Busch                                 | Chase Elliott                              | Joey Logano                                | Kevin Harvick                              | Kyle Busch                                 |
| Kyle Larson                                | Brad Keselowski                            | Kevin Harvick                              | Martin Truex junior                        | Kyle Busch                                 |
| Alex Bowman                                | Kyle Larson                                | Chase Elliott                              | Kyle Busch                                 |                                            |
| Erik Jones                                 | Alex Bowman                                | Kyle Larson                                |                                            |                                            |
| Ryan Blaney                                | Ryan Blaney                                | Ryan Blaney                                |                                            |                                            |
| William Byron                              | William Byron                              |                                            |                                            |                                            |
| Aric Almirola                              | Clint Bowyer                               |                                            |                                            |                                            |
| Clint Bowyer                               |                                            |                                            |                                            |                                            |
| Ryan Newman                                |                                            |                                            |                                            |                                            |